# Opération Tungsten
Seconde Guerre mondiale
Batailles
Front d'Europe de l'Ouest
- Campagnes du Danemark et de Norvège
- Bataille de France
- Bataille de Belgique
- Bataille des Pays-Bas
- Bataille d'Angleterre
- Blitz
- Opération Myrmidon
- Opération Ambassador
- Raid de Dieppe
- Sabordage de la flotte française à Toulon
- Bataille aérienne de Berlin
- Bataille de Normandie
- Débarquement de Provence
- Libération de la France
- Campagne de la ligne Siegfried
- Bataille du Benelux
- Poche de Breskens
- Bataille des Vosges (Bruyères)
- Bataille des Ardennes
- Bataille de Saint-Vith
- Siège de Bastogne
- Opération Bodenplatte
- Opération Nordwind
- Campagne de Lorraine
- Bataille d'Alsace (Forêt de la Hardt, Poche de Colmar Jebsheim)
- Campagne d'Allemagne
- Raid de Granville
- Libération d'Arnhem
- Bataille de Groningue
- Insurrection géorgienne du Texel
- Bataille de Slivice
- Capitulation allemande

Front d’Europe de l’Est

Campagnes d'Afrique, du Moyen-Orient et de Méditerranée

Bataille de l’Atlantique

Guerre du Pacifique

Guerre sino-japonaise

Théâtre américain
L'opération Tungsten était une des nombreuses attaques que mena la Fleet Air Arm (les unités aériennes embarquées britanniques) contre le cuirassé allemand Tirpitz alors qu'il stationnait dans les fjords norvégiens.

## Préparatifs

### Situation

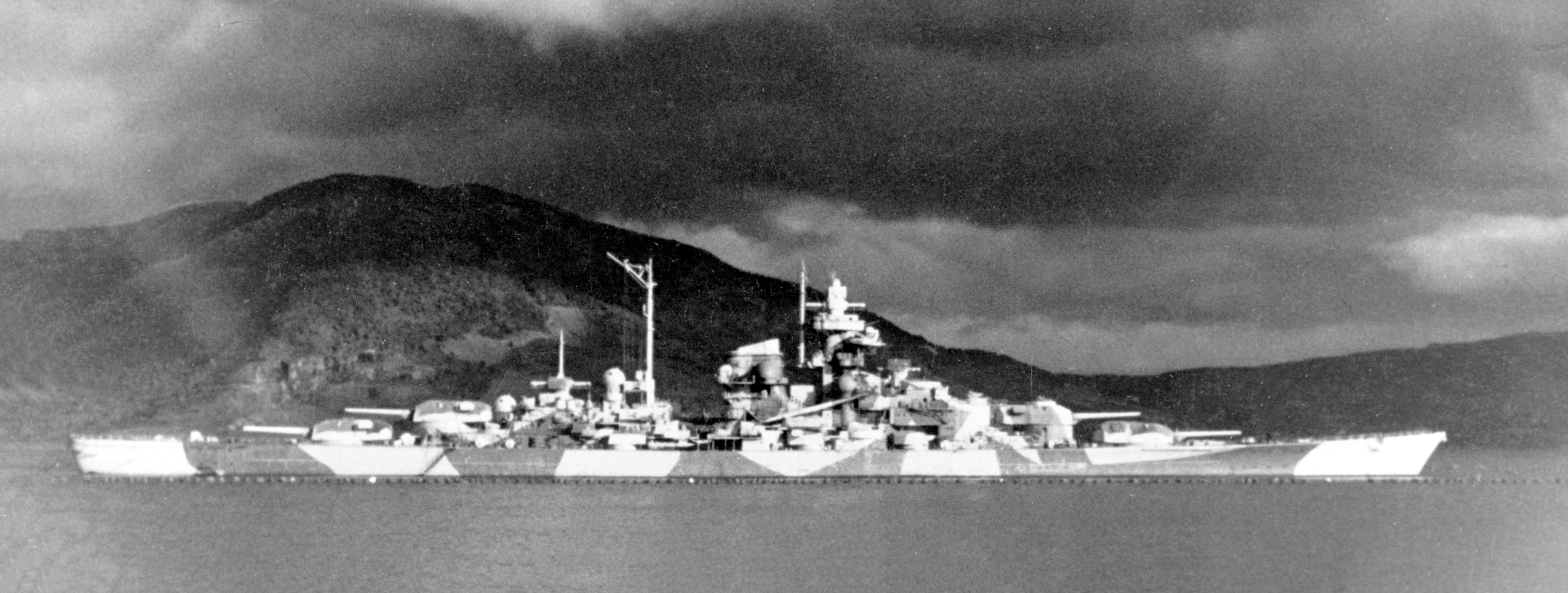
Le Tirpitz dans le fjord d'Alta

Le cuirassé Tirpitz, qui était en 1944 le plus grand bâtiment de surface de la Kriegsmarine, bloquait à lui tout seul l'essentiel de la Home Fleet britannique à Scapa Flow et les convois à destination de la Russie.
Pour pallier cette menace, l'Amirauté britannique décida d'attaquer le Tirpitz le 4 avril 1944, date à laquelle le porte-avions HMS Victorious serait à nouveau opérationnel. L'opération, dénommée Tungsten, fut placée sous le commandement du vice-amiral Henry Moore, tandis que la Fleet Air Arm, qui devait mener l'attaque, s'entraînait sur le loch Eriboll.
Le Tirpitz, quant à lui, était en train de commencer deux semaines d'opération de test afin de vérifier la qualité des réparations qu'il reçut après l'attaque des X-Crafts britanniques de septembre 1943 (opération Source).

### Déroulement
- Jeudi 30 mars 1944 : Les principaux bâtiments de la Home Fleet, désignés Force I, prennent la mer avec comme couverture la protection du convoi JW-58 pour la Russie, mais leur principale mission est de rejoindre la Force II constituée principalement de porte-avions d'escorte ainsi que de pétroliers en support.
- Vendredi 1er avril 1944 : Le vice admiral Bruce Fraser décide qu'il y a peu de chances que le convoi JW-58 subisse une attaque et décide d'avancer la mission contre le Tirpitz de 24h, en raison des bonnes conditions météorologiques.
  - 11h21 : Le signal est lancé pour établir un point de rassemblement à 120 km au sud (72° 30′ N, 13° 00′ E).
  - 14h35 : Le message est reçu par le commandant de la Force II, le rear admiral Bisset, qui donne l'ordre de passer à la vitesse maximale (17 nœuds soit 31 km/h), en laissant à 480 km au nord-ouest du fjord d'Alta les pétroliers escortés par le Piorun et le Javelin pour ravitailler les destroyers en cas de besoin.
- Samedi 2 avril 1944 :
  - 06h50 : Le Pursuer connaît une avarie de gouvernail, et évite de peu une collision avec le reste de la flotte aveuglée par une tempête de neige.
  - 07h25 : Le Pursuer est de nouveau opérationnel.
  - 16h20 : Les Forces I et II se rejoignent. Le vice admiral Fraser avec le Duke of York, le Matchless et la Marne poursuivent leur route au nord-ouest, tandis que le vice-amiral Moore rejoint la zone de décollage prévue, à 192 km à l'est du fjord d'Alta.
- Dimanche 3 avril 1944 au matin : Les différentes Forces sont en position (71° 30′ N, 19° 00′ E) et n’ont pas été détectées, le temps est au beau fixe. La présence de la Home Fleet est simulée à Scapa Flow par l’émission de messages radio leurres, tandis que le silence radio est maintenu en mer.

## L'attaque
| Altafjord |

### Le plan
L’attaque aérienne que doit mener la Fleet Air Arm se révèle être complexe. Deux vagues d’assaut se succéderont, composées de 2 groupes de 21 bombardiers en piqué Barracuda, le No. 8 du HMS Furious et le No.52 du HMS Victorious, protégés par 80 chasseurs. La mission nécessite d’utiliser simultanément les deux porte-avions, et afin d’améliorer la coordination entre les deux groupes, deux squadrons sont échangés : le No.827 Squadron est basé sur le HMS Victorious à la place du No.831 Squadron qui lui partira du HMS Furious.
Pour obtenir le maximum d'effet, chaque vague d'assaut emportera 4 types de bombes : 11 appareils seront équipés de 3 bombes SAP (Semi Armour Piercing ou semi-perforante) de 500 livres (227 kg), 5 appareils avec 1 bombe AP (Armour Piercing ou perforante) de 1 600 livres (726 kg), et les 5 derniers appareils emporteront 3 bombes MC (Medium Capacity) de 500 livres (227 kg) ou A/S (AntiShipping ou antinavire) de 600 livres (272 kg).
Les bombes AP de 1 600 livres devront être larguées à 1 067 m d'altitude pour percer le blindage du pont, les SAP de 500 livres à 610 m d'altitude pour percer le pont supérieur et faire des dommages collatéraux, tandis que les bombes MC de 500 livres sont destinées à neutraliser les servants de DCA et par conséquent larguées en premier, et les bombes A/S devraient produire leurs effets dévastateurs qu'elles touchent directement ou non leur cible.
La première vague (16 appareils) larguera 27 bombes SAP de 500 livres ainsi que 7 bombes AP de 1 600 livres, et la deuxième vague (16 appareils) 39 bombes SAP pour seulement 3 bombes AP. Cependant, à cause du vent léger au décollage, les Barracuda ne pourront emporter que 2 bombes A/S de 600 livres au lieu de 3.

### Dimanche 3 avril 1944
- 04h16 : Les premiers chasseurs Corsair du No. 1834 Squadron décollent du HMS Victorious.
- 04h24 : Les Barracuda des No.827 et No.830 Squadrons décollent des HMS Furious et Victorious. Au même moment, 20 chasseurs Wildcat quittent les HMS Searcher et Pursuer, et 10 Hellcat quittent le HMS Emperor. Le périmètre étant gardé par des Seafire du HMS Furious et des Wildcat du HMS Fencer.
- 04h37 : Les bombardiers et les chasseurs de la première vague sont en formation et commencent l'approche de l'objectif.
- 05h28 : Le premier appareil est en vue du Tirpitz. Le cuirassé a été alerté quelques minutes auparavant qu'un groupe de 32 appareils approchait par le sud à 69 km. Un écran de fumée était en train d'être déployé, la Flak n'entre en action que 5 km avant l'objectif.
- 05h29 : Les Corsair restent à 10 000 pieds pour pallier toutes contre-attaques aériennes. Les Hellcat et Wildcat arrivant à basse altitude arrosent le pont du navire avec leurs mitrailleuses de 12,7 mm, tandis que les Barracuda amorcent leur plongée sur l'objectif en formant deux lignes dans l'alignement du navire pour larguer leurs bombes à 3 000 pieds (914 m).
- 05h30 : Fin de la première vague. Le Tirpitz a subi 6 coups directs confirmés et 3 autres probables. Au même instant, la deuxième vague décolle, soit 19 Barracuda des No.829 et No.831 Squadrons, 10 Corsair du No.1826, 19 Wildcat des No.896 et No.898 ainsi que 10 Hellcat du No.804.
- 05h37 : La deuxième vague est en formation. L'écran de fumée protecteur qui est largement déployé sur le Tirpitz est visible à plus de 64 km.
- 06h35 : Les Hellcat attaquent les positions antiaériennes du cuirassé tandis que les Wildcat "traitent" la passerelle et le pont supérieur en rase-motte.
- 06h36 : Les Barracuda attaquent à leur tour.
- 06h37 : Fin de la deuxième vague. Le Tirpitz a subi de nouveau 8 coups directs confirmés et 5 autres probables. Une bombe de 1 600 lb a touché la proue mais n'a pas explosé. Les chasseurs alliés profitent du vol de retour pour mitrailler des navires et des installations portuaires ennemis.
- 07h58 : Les derniers appareils atterrissent sur leurs porte-avions respectifs.

## Résultats
Les pertes britanniques s'élevaient à deux Barracuda plus un Hellcat endommagé. En tout, neuf aviateurs furent tués durant cette mission.
En quelque deux minutes, la Fleet Air Arm a réussi à anéantir six mois de réparation et le moral de l'équipage. Bien que le Tirpitz eût quelques zones inondées provoquées par des bombes qui étaient tombées à proximité de lui, toute la machinerie était intacte et aucune des bombes perforantes n'avait réussi à pénétrer le pont blindé. Ses antennes radio ont été détruites, l'armement anti-aérien endommagé, 122 hommes tués et 316 blessés (incluant le capitaine), beaucoup d'entre eux à cause du mitraillage par les chasseurs alliés.
Le Tirpitz fut alors obligé de rester un mois de plus en Norvège pour réparer ces dégâts, jusqu'au 22 juin 1944. La principale raison justifiant l'inefficacité des bombes perforantes est qu'elles furent lâchées bien plus bas que prévu, ce qui réduisit leur pouvoir pénétrant.
Le vice-amiral Moore avait planifié de renouveler cette opération le jour suivant, mais à la vue des dommages infligés au cuirassé et de la fatigue des équipages, l'opération fut annulée et l'ordre donné de retourner à Scapa Flow. Le 6 avril 1944 vers 16h30, les principaux bâtiments de la flotte d'attaque sont de retour, hormis le HMS Searcher qui a subi une avarie moteur et les pétroliers qui arriveront une dizaine d'heures plus tard.

## Forces en présence

### Forces alliées

#### Forces navales
La Force I
- Cuirassés
  - HMS Duke of York
  - HMS Anson
- Porte-avions
  - HMS Victorious
- Croiseur
  - HMS Belfast
- Premier groupe de destroyers d'escorte
  - HMS Onslaught
  - HMS Javelin
  -  ORP Piorun
  -  HMSC Sioux (en)
  -  HMS Algonquin (en)
- Deuxième groupe de destroyers d'escorte (venant des îles Féroé)
  - HMS Milne
  - HMS Meteor
  - HMS Matchless
  - HMS Marne
  - HMS Ursa (en)
  - HMS Undaunted

La Force II
- Croiseurs
  - HMS Bellona
  - HMS Royalist
  - HMS Sheffield
  - HMS Jamaica
- Porte-avions
  - HMS Searcher
  - HMS Emperor
  - HMS Pursuer (en)
  - HMS Fencer (en)
  - HMS Furious
- Escortés par les destroyers
  - HMS Virago
  - HMS Verulam
  - HMS Vigilant
  - HMS Swift
  - HMS Wakeful (en)
- Pétroliers
  - RFA Blue Ranger (en)
  - RFA Brown Ranger (en)

#### Forces aéronavales
- L'escadrille No. 8 du Furious
  - No. 830 NAS, Fairey Barracuda
  - No. 827 NAS, Fairey Barracuda
  - Supermarine Seafire
- L'escadrille No. 52 du Victorious
  - No. 829 NAS, Fairey Barracuda
  - No. 831 NAS, Fairey Barracuda
  - No. 1834 NAS, Chance Vought F4U Corsair
- La patrouille du Searcher
  - No. 800 NAS, Grumman F4F Wildcat (20)
- La patrouille du Pursuer
  - No. 881 NAS, Grumman F4F Wildcat (20)
- La patrouille de l'Emperor
  - No. 882 NAS, Grumman F6F Hellcat (10)
- La patrouille du Fencer (en)
  - Grumman F4F Wildcat
- 2e vague de chasseurs de couverture
  - No. 1826 NAS, Chance Vought F4U Corsair (10)
  - No. 896 NAS, Grumman F4F Wildcat
  - No. 898 NAS, Grumman F4F Wildcat
  - No. 804 NAS, Grumman F6F Hellcat (10)

### Forces allemandes
- Le cuirassé Tirpitz
- La Flak

## Opérations suivantes
Plusieurs opérations aériennes visant à museler la menace du Tirpitz furent montées par la suite par les forces alliées :
- Le 24 avril 1944 : Opération Planet, attaque aérienne programmée pour 40 Barracuda et 40 chasseurs. Opération annulée à cause du mauvais temps.
- Le 15 mai 1944 : Opération Brawn, attaque aérienne programmée pour 27 Barracuda et 36 chasseurs. Opération annulée à cause du mauvais temps.
- Le 28 mai 1944 : Opération Tiger Claw, opération annulée à cause du mauvais temps.
- Le 17 juillet 1944 : Opération Mascot, attaque menée par 44 Barracuda, 18 Corsair, 18 Hellcat et 12 Firefly. 2 chasseurs abattus, peu ou pas de dommages sur le Tirpitz qui était masqué par un écran de fumée.